# Adjohoun
Adjohoun  ist eine Stadt, ein Arrondissement und eine 308 km² große Kommune in Benin. Sie liegt im Département Ouémé. 

## Demografie und Verwaltung
Das Arrondissement Adjohoun hatte bei der Volkszählung im Mai 2013 eine Bevölkerung von 10.423 Einwohnern, davon waren 5042 männlich und 5 381 weiblich. Die gleichnamige Kommune zählte zum selben Zeitpunkt 75.323 Einwohner, davon 36.385 männlich und 38.938 weiblich.
Die sieben weiteren Arrondissements der Kommune sind Akpadanou, Awonou, Azowlissè, Dèmè, Gangban, Kodè und Togbota. Kumuliert umfassen alle acht Arrondissements 64 Dörfer.